# Cokromenggalan
Cokromenggalan is een bestuurslaag in het regentschap Ponorogo van de provincie Oost-Java, Indonesië. Cokromenggalan telt 3193 inwoners (volkstelling 2010).